# Station Saint-Claude
Station Saint-Claude is een spoorwegstation in de Franse gemeente Saint-Claude. Het ligt aan de spoorlijn Andelot-en-Montagne - La Cluse.